# Tanger-Tétouan

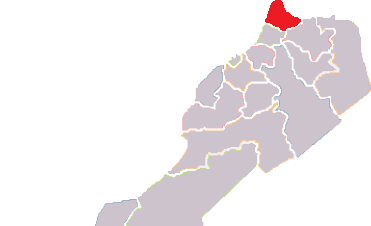
Läge i Marocko.

Tanger-Tétouan var 1997–2015 en av Marockos regioner. Den hade 2 470 372 invånare (2 september 2004) på en yta av 12 745 km². Regionens administrativa huvudort var Tanger.

## Administrativ indelning
Regionen var indelad i en prefektur och fyra provinser:
Prefektur
- Tanger-Assilah

Provinser
- Chefchaouen, Fahs-Anjra, Larache, Tétouan

## Större städer
Invånarantal enligt folkräkning (2 september 2004)
- Tanger (669 685)
- Tétouan (320 539)
- Ksar el-Kébir (107 380)
- Larache (107 371)
- Fnideq (53 559)

Andra viktiga orter:
- Anjra, Assilah, Chefchaouen